# دشهند
الدَّشْهَند وتعني كلب الغُرَير سلالةٌ من سلالات الكلاب قصيرة الأرجل وطويلة الجسم من عائلة الكلاب. تم تطوير سلالة دَشهَند ذات الحجم القياسي من أجل الرائحة والمطاردة وطرد حيوان الغرير وغيرها من الحيوانات التي تقطن الجحور، في حين أنه تم تطوير دَشهَند الصغير من أجل صيد الفرائس صغيرة الحجم مثل الأرانب. وفي الغرب الأمريكي، كان يتم استخدامها كذلك من أجل صيد كلاب البراري. وحسب نادي إيواء الكلاب الأمريكي (AKC)، ما زالت كلاب الدشهند واحدة من أفضل 10 سلالات للكلاب في الولايات المتحدة الأمريكية.

## التصنيف
رغم أنها تم تصنيفها في مجموعة الكلاب أو مجموعة الكلاب المستخدمة من أجل الشم في الولايات المتحدة وبريطانيا العظمي، إلا أنه هناك البعض ممن لا يزالون يعتقدون أن هذا التصنيف محل جدل،  حيث يعتقدون أنه قد نشأ من الحقيقة التي تنص على أن كلمة Hund تشبه الكلمة الإنجليزية hound (كلب)، وأن الكلمة «Dachshund (دَشهند)» تم نقلها إلى اللغة الإنجليزية بالشكل «Dash Hound (الكلب البوليسي)». ويمكن أن تشبه العديد من كلاب الدشهند، خصوصًا من النوع الفرعي ذي الشعر الأجعد، في سلوكها وشكلها مجموعة كلاب ترير. ويمكن أن يثار جدل حول تصنيف المجموعة الخاصة بالشم (أو الكلاب) لأنه تم تطوير السلسلة من أجل استخدام حاسة الشم لتتبع ومطاردة الحيوانات، وربما تنحدر من سلالة كلاب الشم، مثل بلادهاوند أو كلاب الصيد أو كلاب باست أو حتى كلاب برونو جورا، ولكن مع الشخصية التي تتسم بالثبات وحب الحفر التي ربما أنها تم تطويرها من سلالة ترير، ولكن مع الشخصية التي تتسم بالثبات وحب الحفر التي ربما أنها تم تطويرها من سلالة ترير، يمكن أن يثار جدل كذلك أنها تنتمي إلى مجموعة ترير أو «كلب الأرض». في Fédération Cynologique Internationale (الاتحاد العالمي للكلاب)، أو FCI، يتم وضع كلاب الدَّشهَند بشكل فعلي في مجموعة خاصة بها، وهي المجموعة الرابعة، وهي مجموعة الدَشهند. وينبع جزء من الجدل بسبب أن الدَّشهَند هي السلسلة الوحيدة من الكلاب المعتمدة للصيد سواء فوق أو تحت الأرض.
تم تطوير سلالة دَشهَند في ألمانيا عبر خلط العديد من سلالات الكلاب ذات الأحجام المتفاوته من سلالة ترير وكلاب باست ووبلادهاوند وحتى كلاب برونو جورا منذ أكثر من 350 عام من أجل استخدام حاسة الشم ومطاردة الحيوانات التي تقطن الجحور.

## معرض صور

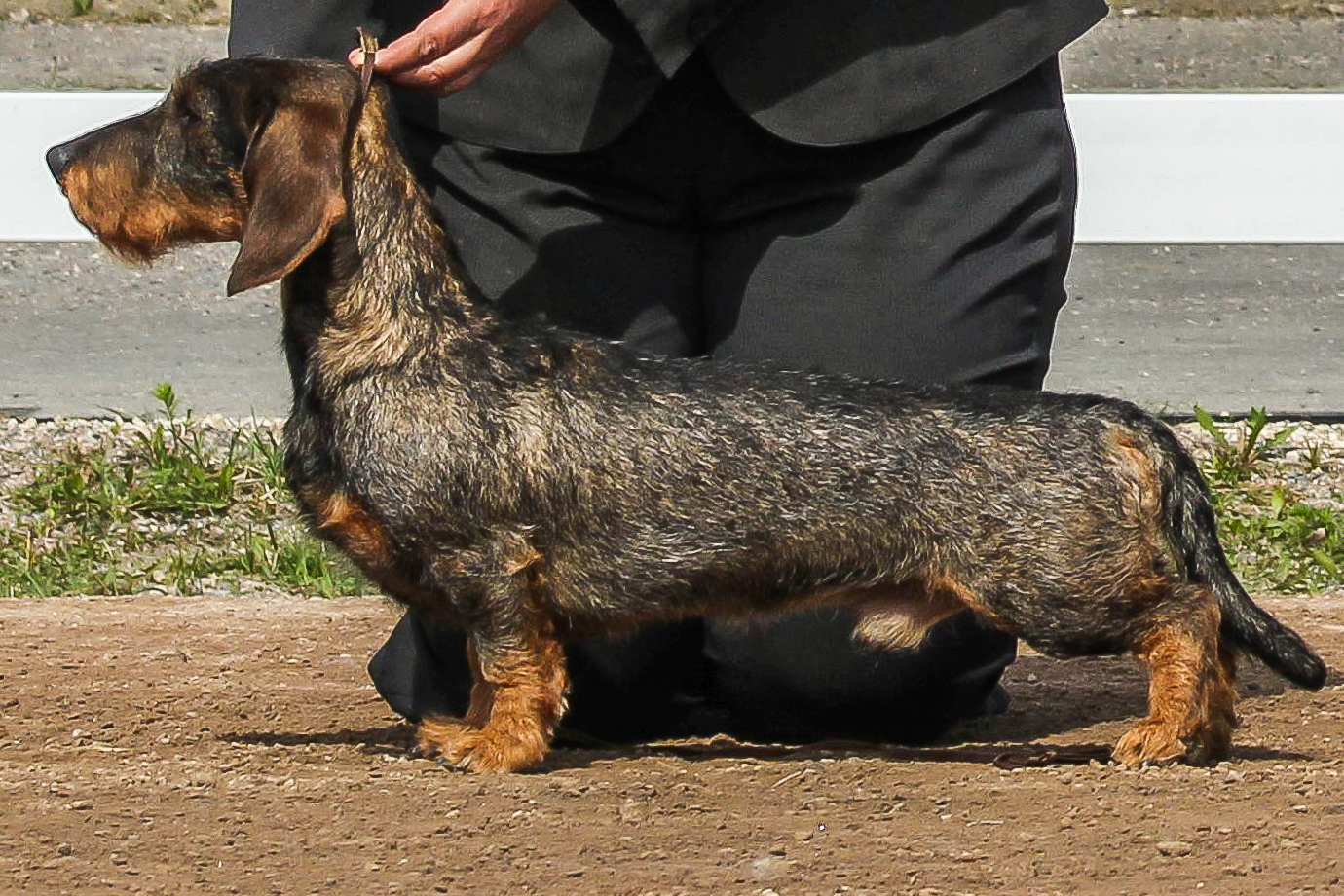
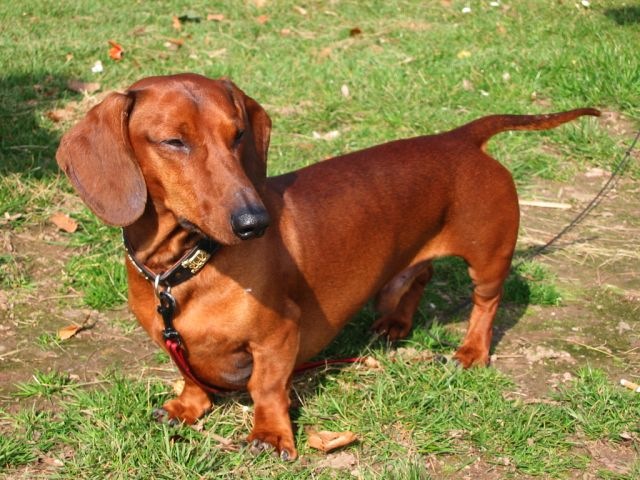
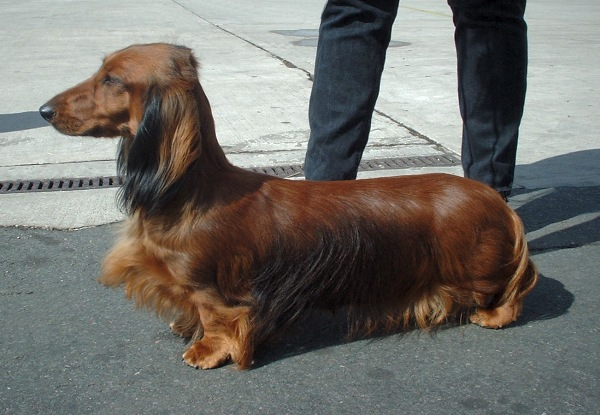

## كتابات أخرى
- Dachshund Breed Standard نسخة محفوظة 30 أغسطس 2013 على موقع واي باك مشين. Russian Kennel Club 13.03.2001
- Dachshund Breed Standard نسخة محفوظة 2 أبريل 2012 على موقع واي باك مشين. Poland Kennel Club 09.05.2001
- Dachshund Breed Standard American Kennel Club

## وصلات خارجية
- دشهند معيار السلالة على موقع الجمعية الأمريكية لتربية الكلاب [الإنجليزية]‏ الرسمي.
- دشهند على مشروع الدليل المفتوح
- Dachshund Club of America, Inc.